# ریه کیتاهارا
ری کیتاهارا (انگلیسی: Rie Kitahara؛ زادهٔ ۲۴ ژوئن ۱۹۹۱) موسیقی‌دان اهل ژاپن است.